# ACE (コンピュータ)
Automatic Computing Engine（ACE、エース）は、イギリスで作られた初期の電子式・プログラム内蔵方式のコンピュータである。アラン・チューリングの設計に基づくもので、その前に作られたプロトタイプ版のパイロットACEをベースにして作られた。このコンピュータは、MOSAICやBendix G-15などの元となった。

## 背景
ACEプロジェクトは、イギリス国立物理学研究所(NPL)の数学部門の監督者のジョン・R・ウォマズリーが管理していた。プロジェクト名に"engine"という言葉が使われていたのは、チャールズ・バベッジの階差機関(difference engine)や解析機関(analytical engine)へのオマージュである。
戦後にNPLに移籍したチューリングは、ウォマズリーからACEプロジェクトに参加するように求められ、1945年10月1日から作業を開始し、その年の終わりに報告書「電子計算機の提案」(Proposed Electronic Calculator)の概要を完成させた。これは、世界初となるプログラム内蔵方式コンピュータの完全な設計で、遥かに大規模なものであることを除けば、後に実際に実用化されたものを予期したものであった。チューリングの「電子計算機の提案」は、1936年の自身の論文"On Computable Numbers"（計算可能数について）と、第二次世界大戦中にブレッチリー・パークで行った、Colossusによるドイツの軍事暗号解読の経験に基づいたものだった。チューリングは、自身のアイデアが電子機器で実装できることをわかっていたが、ブレッチリー・パークでの研究内容は公務機密法に基づく長期かつ厳重な機密保持契約の下にあったため、それを公に説明することができなかった。同時期にジョン・フォン・ノイマンが「EDVACに関する報告書の第一草稿」(First Draft of a Report on the EDVAC)を執筆しており、他の同時期のコンピュータの多くはこの草稿の影響を受けているが、ACEはチューリングが単独で設計したものであり、ノイマンの草稿の影響は受けていない。ただし、これに対して全く逆の解釈をとる者もいる。
1945年末に書かれたチューリングのACEに関する報告書には、詳細な論理回路図が掲載されており、費用は11,200ポンドと見積もられていた。チューリングはメモリの速度と記憶容量が重要であると考え、（現在の言葉で言えば）容量が25キロバイトで、1メガヘルツの速度でアクセスできるメモリの使用を提案した。チューリングは、必須の目的の達成のためには「メモリは非常に大きなものであることが必要であり、もっと経済的な記憶方式を探究する必要がある。メモリは計算機の設計における主要な制限であり、記憶の問題さえ解決できれば、後は比較的簡単である」と述べた
。
EDVACとは違い、ACEはサブルーチンを実装し、また、"Abbreviated Computer Instructions"と呼ばれる初期のプログラミング言語を採用していた。

## パイロットACE

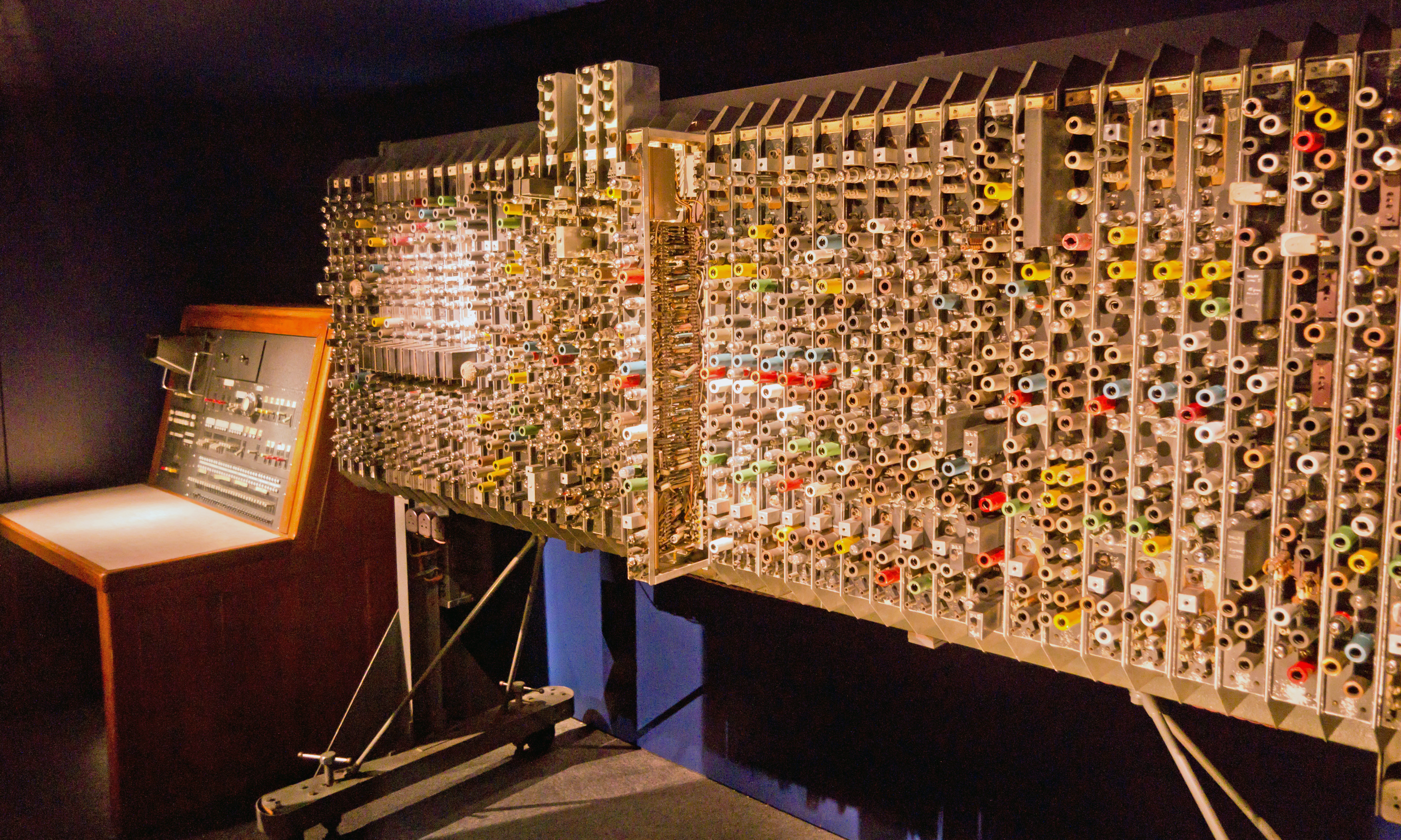
パイロットACE

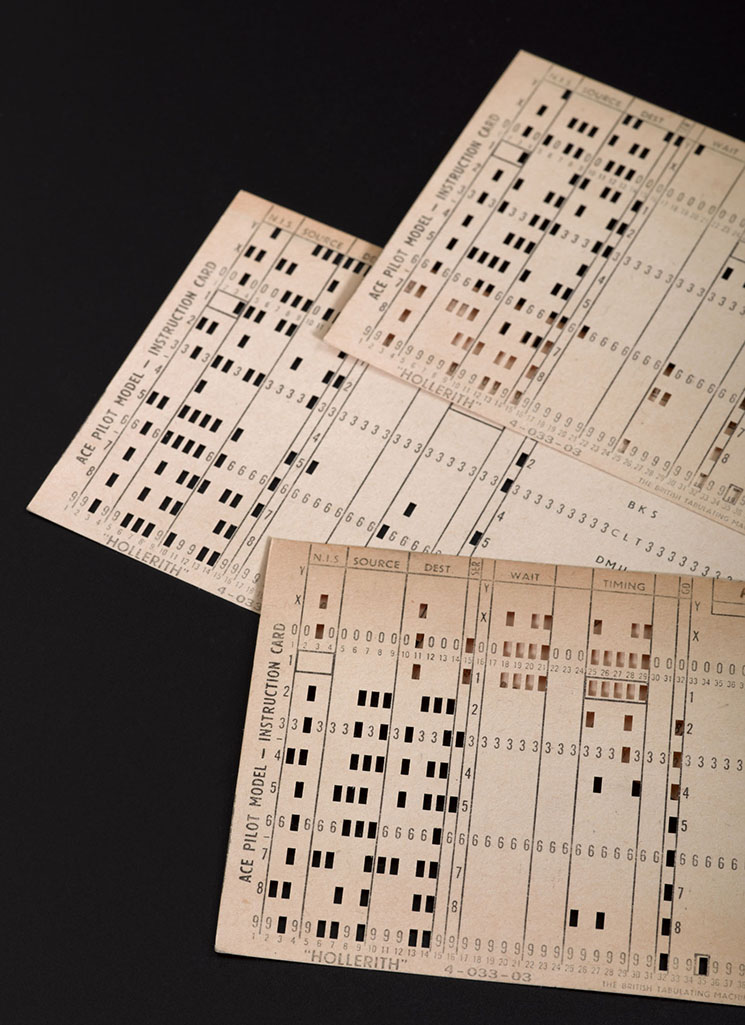
パイロットACEのパンチカード

NPLの数学部門にはコンピュータを実際に製作する能力がなかったため、チューリングは、Colossusの製作を担当した英国中央郵便本局研究所の技術者、トミー・フラワーズにACEの製作を依頼した。しかし、戦中の仕事に対する機密保持や、戦後の電話網の復興に忙しかったため、実現しなかった。このためチューリングは1947年にNPLを去ってケンブリッジ大学に移籍した。後任のACEプロジェクトのリーダーには、ACEの論理設計を行っていたチューリングの助手のジェームズ・H・ウィルキンソンが任命された。残された研究チームはColossusのことを知らなかったため、完全版のACEは技術的に野心的すぎると考え、機能を限定したパイロットACEを製作した。
パイロットACEで使用された真空管は約800本で、ENIACの1万8千本より大幅に少なかった。メモリには、5フィート（1.5メートル）の水銀遅延線が12本使用され、1ワードあたり32ビットで128ワードの容量を持っていた。各水銀遅延線のスループットは1メガビット毎秒で、当時世界最速のコンピュータだった。1950年5月10日に最初のプログラムが実行された。
イングリッシュ・エレクトリック社がパイロットACEの量産型であるDEUCEを開発し、1955年に初号機が納入され、合計31台が販売された。
1957年、パイロットACEを元にしてACEが完成したが、完成したときにはすでに時代遅れとなっていた。

## MOSAIC
かつてトミー・フラワーズと共にColossusの製作に関わったアレン・クームスとウィリアム・チャンドラーは、ACEの設計に基づく2つ目の実装としてMOSAIC(Ministry of Supply Automatic Integrator and Computer)を構築した。MOSAICはマルバーンのレーダー研究開発施設(RRDE)に設置された。1952年末から1953年初頭にかけて最初の試験が行われ、1955年初頭から運用が開始された。
MOSAICは6480個の真空管を使用し、稼働率は約75%だった。初期のイギリスのコンピュータの中では最も大きく、4つの部屋を専有していた。MOSAICは、レーダーの観測データから飛行機の軌道を計算するのに使用され、1960年代初頭まで稼働していた。

## 派生機種
Bendix G-15にはACEの基本設計が採用された:279。G-15の設計は、1947年にNPLのACEプロジェクトに在籍し、EDVACのハードウェア設計にも関わったハリー・ハスキーが担当した。G-15の特徴のひとつに、磁気ドラムメモリの特定のトラックの一部分を使い、常にデータを読み出してはそれを書き戻すようにして、任意の容量の遅延線メモリのようにして使っていた、ということが挙げられる。これは最適タイミング方式を受け継いだものであった。G-15は比較的小型のシングルユーザ機であり、世界初のパーソナルコンピュータともみなされている。G-15は日本に初めて輸入されたコンピュータでもあり、後の日本製コンピュータに影響を与えている。特に、最初の輸入先の国鉄では、直後に設計され実用運用された座席予約システムマルスの「MARS 1」への影響が大きいことが指摘されている。
その他のACEの派生機種には、EMIのElectronic Business Machineやパッカードベル・コーポレーションのPB 250などがある。